# Dicranodontium pulchroalare
Dicranodontium pulchroalare är en bladmossart som beskrevs av Brotherus 1901. Dicranodontium pulchroalare ingår i släktet Dicranodontium och familjen Dicranaceae. Inga underarter finns listade i Catalogue of Life.